# Râul Valea Măguricii
Râul Valea Măguricii este un curs de apă, afluent al râului Sărăcelu.